# Công thức Chezy
Công thức Chézy được thiết lập bởi nhà thủy lực học người Pháp, Antoine Chézy, biểu thị mối liên hệ giữa vận tốc của dòng chảy đều với bán kính thủy lực của lòng dẫn và độ dốc mặt nước.
{\displaystyle v=C{\sqrt {Ri}}}
trong đó:
- v là vận tốc dòng chảy (đơn vị thường dùng: m/s)
- C là hệ số Chezy ({\displaystyle {m^{0.5}}/s})
- R là bán kính thủy lực (m)
- i là độ dốc mặt nước.